# Pravica
Pravica este o comună slovacă, aflată în districtul Veľký Krtíš din regiunea Banská Bystrica. Localitatea se află la altitudinea de 356 m deasupra n.m., se întinde pe o suprafață de 9,09 km2 și în 2017 număra 118 locuitori.

## Istoric
Localitatea Pravica este atestată documentar din 1271.

## Demografie
| An:                | 1994 | 2004   | 2014    | 2024   |
| ------------------ | ---- | ------ | ------- | ------ |
| Număr de persoane: | 98   | 106    | 119     | 117    |
| Diferență:         |      | +8,16% | +12,26% | −1,68% |

| An:                | 2023 | 2024   |
| ------------------ | ---- | ------ |
| Număr de persoane: | 116  | 117    |
| Diferență:         |      | +0,86% |